# Thomas de Garcia de la Vega
Thomas Antoine Joseph de Garcia de la Vega (Flostoy, 18 januari 1792 - 28 december 1875) was een Belgisch edelman.

## Levensloop
- Thomas de Garcia de la Vega was een zoon van Charles de Garcia, heer van Flostoy, Montiguet en Homesée en van Marie-Anne Dinon. In 1845 verkreeg hij erkenning in de erfelijke adel, met de titel baron overdraagbaar bij eerstgeboorte. In 1871 verkreeg hij uitbreiding van zijn titel op alle afstammelingen. Hij trouwde in 1818 in Flostoy met Marie de Gaiffier (1795-1872), dochter van burggraaf Jean-Jacques de Gaiffier, lid van de Raad van State. Ze kregen tien kinderen.
  - Desiré de Garcia de la Vega (1820-1908), burgemeester van Flostoy, ambassaderaad, trouwde in Doornik in 1851 met Caroline Robert de Wadelincourt (1824-1892) en ze kregen drie kinderen, met afstammelingen tot heden.
  - Charles-Félix de Garcia de la Vega (1827-1918), trouwde in Temploux in 1859 met Eulalie de Donnea (1838-1918). Ze kregen vijf kinderen, maar deze familietak doofde uit in 1958.